# Patologická fyziologie
Patologická fyziologie (též patofyziologie) je teoretický obor zabývající se studiem změn normálních mechanických, fyzických a biochemických funkcí, které jsou způsobeny chorobami, nebo které plynou z abnormálních syndromů. Formálněji lze patologickou fyziologii definovat jako obor medicíny, který se zabývá poruchami tělesných funkcí, které jsou způsobeny chorobami nebo prodromálními (předchorobními) symptomy.
Alternativní definicí je "studium biologických a fyzikálních manifestací chorob a jejich korelace s v pozadí stojícími abnormalitami a fyziologickými poruchami."
Studium patologie a patologické fyziologie se často překrývá, ale patologie se zaměřuje především na pozorování a popis, zatímco patologická fyziologie se zaměřuje především na kvantifikaci a měření.

## Související obory
Patologická fyziologie je na pomezí dvou starších disciplín: fyziologie a patologie.
- Fyziologie se zabývá studiem normálních tělesných funkcí zdravého organizmu.
- Patologie je obecně "studium původu a příčin chorob."[3]

Patofyziologie se zaměřuje na specifické poruchy funkcí (malfunkce), které doprovázejí nebo zapříčiňují choroby.

## Využití
Patologická fyziologie je základním předmětem ve výuce zdravotnických pracovníků v celé řadě zemí.